# Kanonierki typu Guanajuato
Kanonierki typu Guanajuato – seria trzech okrętów marynarki Meksyku z okresu II wojny światowej i powojennego, zbudowanych w Hiszpanii. W literaturze anglojęzycznej określane też jako slupy. Ostatni z nich pozostał w służbie do 2001 roku.
Uzbrojenie główne okrętów stanowiły trzy działa kalibru 102 mm. Ich wyporność pełna wynosiła 1950 ton. Napędzały je początkowo turbiny parowe, pozwalające na osiąganie prędkości 20 węzłów, a po modernizacji po wojnie – silniki wysokoprężne. Okręty mogły także transportować żołnierzy i konie.

## Historia
Meksyk do początku lat 30. XX wieku miał niewielką marynarkę wojenną, której trzon stanowiło kilka kanonierek z początku wieku i zupełnie przestarzały pancernik obrony wybrzeża „Anáhuac”. W 1932 roku Meksyk nawiązał współpracę z republikańską Hiszpanią, z którą łączyły go więzi historyczne, kulturowe i ideologiczne, co doprowadziło do programu modernizacji marynarki meksykańskiej. Hiszpania, borykająca się z kryzysem światowym, oszczędzała w tym czasie na rozbudowie marynarki w stosunku do planów z czasów monarchii, i poszukiwała zatrudnienia dla swojego przemysłu stoczniowego. Pod koniec 1932 roku Meksyk zawarł umowę z Hiszpanią przewidującą budowę tam ogółem aż 15 okrętów. Część programu miała być sfinansowana z pożyczki w wysokości 73 milionów peset, na której udzielenie do 1939 roku zgodził się rząd Hiszpanii 28 grudnia 1932 roku. W pierwszej fazie zamówiono budowę trzech kanonierek i dziesięciu małych jednostek obrony wybrzeża (patrolowców) typu G. 
Projekt kanonierek był rozwinięciem hiszpańskich kanonierek typu Canovas del Castillo. Zgodnie z wymaganiami meksykańskimi, okręty nieco powiększono i zredukowano ich uzbrojenie o jedną armatę głównego kalibru, za to mogły one transportować żołnierzy, a nawet konie. Ich budowę rozdzielono między stocznię państwową SECN (Sociedad Española de Construcción Naval) w Ferrolu (dwa okręty) i prywatną stocznię Matagorda w Kadyksie (jeden okręt). Otrzymały nazwy stanów Meksyku.
Okręty te klasyfikowane były jako kanonierki (hiszp. cañoneros). W literaturze anglojęzycznej określane były powszechnie jako slupy (eskortowce), a po wojnie jako fregaty.

## Okręty
| nazwa      | nr burtowy (ostatni) | położenie stępki, miejsce budowy | wodowanie    | ukończenie    | uwagi                 |
| ---------- | -------------------- | -------------------------------- | ------------ | ------------- | --------------------- |
| Guanajuato | C-7                  | ?, Ferrol                        | 28. 05. 1934 | maj 1936      | wycofany w lipcu 2001 |
| Querétaro  | C-8                  | ?, Ferrol                        | 28. 07. 1934 | kwiecień 1936 | wycofany w 1975       |
| Potosí     | C-9                  | ?, Kadyks                        | 24. 08. 1934 | kwiecień 1936 | wycofany w 1975       |

## Opis konstrukcji

### Architektura i kadłub

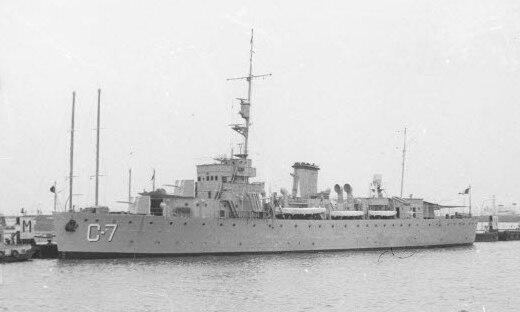
„Guanajuato” w 1968 roku w Kilonii

Okręty stanowiły kanonierki średniej wielkości. Miały gładkopokładowy kadłub o wysokich burtach, z prostą lekko wychyloną dziobnicą. Na pokładzie dziobowym i dolnej kondygnacji nadbudówki umieszczone były dwa działa artylerii głównej w superpozycji, a trzecie stało na pokładzie rufowym. Piętrowa nadbudówka dziobowa z przeszklonym pomostem nawigacyjnym była typowa dla okrętów tego okresu. Niższa grupa pokładówek ciągnęła się do końca śródokręcia, a na niej, pośrodku długości okrętów, ustawiony był pojedynczy, pochylony, dość szeroki komin. Sylwetkę dopełniał pochylony maszt za nadbudówką dziobową i lekki maszt rufowy.
Wyporność standardowa okrętów wynosiła 1300 ts, a wyporność pełna 1950 ts. Miały długość całkowitą 80,4 m, na linii wodnej 79,2 m, szerokość 11,51 m, a zanurzenie 3,05 m.
Załoga liczyła 140 osób, w tym 20 oficerów. Miały nadto koje do zaokrętowania 120 żołnierzy. Maksymalnie mogły one transportować do 230 żołnierzy i 20 (według innych źródeł 40) koni. 

### Uzbrojenie
Główne uzbrojenie artyleryjskie okrętów stanowiły trzy brytyjskie działa kalibru 4 cale (102 mm) Vickers-Armstrong eksportowego modelu Mk LA, o długości lufy 45 kalibrów (L/45), podobne do Mk V marynarki brytyjskiej. Działa umieszczone były w pojedynczych stanowiskach z maskami ochronnymi: dwóch w superpozycji na dziobie i jednym na rufie. Miały one kąt podniesienia lufy do +30° i donośność do 7 mil morskich.
Uzbrojenie przeciwlotnicze stanowiły początkowo dwie podwójnie sprzężone armaty automatyczne kalibru 25 mm L/50. Uzupełniały je dwa podwójnie sprzężone karabiny maszynowe kalibru 13,2 mm Hotchkiss. W 1940 roku roczniki flot wymieniają na uzbrojeniu już 8 km-ów 13,2 mm. Po przystąpieniu Meksyku do II wojny światowej (1942) okręty zostały zmodernizowane w USA i według niektórych źródeł, zamiast działek kalibru 25 mm otrzymały dwa działka 20 mm Oerlikon, a według innych źródeł, także dwa działka 40 mm Mk 3. W 1954 roku uzbrojenie przeciwlotnicze „Potosi” było wskazywane jako składające się z sześciu działek 20 mm (trzech podwójnych stanowisk) i ośmiu km-ów 13,2 mm, „Guanajuato” – czterech działek 25 mm, jednego 20 mm i  ośmiu km-ów 13,2 mm, a „Querétaro” z dwóch armat 57 mm, dwóch działek 20 mm i 10 km-ów 13,2 mm. Podczas modernizacji otrzymały też zrzutnie bomb głębinowych na rufie, a według innych źródeł, dwa miotacze bomb głębinowych. W 1954 roku wskazywano na ich wyposażeniu cztery miotacze bomb głębinowych.

### Napęd
Napęd stanowiły oryginalnie dwa zespoły turbin parowych systemu Parsonsa z przekładniami, o mocy łącznej 5000 shp, do których parę dostarczały dwa kotły typu Yarrow. Siłownia napędzała dwie śruby. Prędkość maksymalna wynosiła 20 węzłów. Okręty zabierały 140 ton paliwa płynnego, co pozwalało na uzyskanie zasięgu 3000 Mm przy prędkości 14 węzłów.
Na przełomie lat 50/60. turbiny i kotły wymieniono na dwa silniki wysokoprężne Enterprise DMR-38 o mocy łącznej 5000 bhp, z którymi okręty rozwijały prędkość do 14 węzłów.

## Służba w skrócie
Wszystkie trzy kanonierki weszły do służby meksykańskiej w 1936 roku. „Guanajuato” i „Potosi” służyły początkowo na Oceanie Spokojnym, a „Querétaro” na Atlantyku.
W 1958 roku „Querétaro”, w 1961 „Potosi”, a w 1964 roku „Guanajuato” przeszły modernizację napędu, podczas której zużyte turbiny i kotły wymieniono na silniki wysokoprężne.
W 1964 roku „Querétaro” i „Potosi” odbyły rejs na Morze Śródziemne, odwiedzając Francję, Włochy, Jugosławię, Maltę, Egipt i Portugalię, a w 1968 roku „Guanajuato” odwiedził Niemcy Zachodnie, w tym Kilonię, oraz Skandynawię.

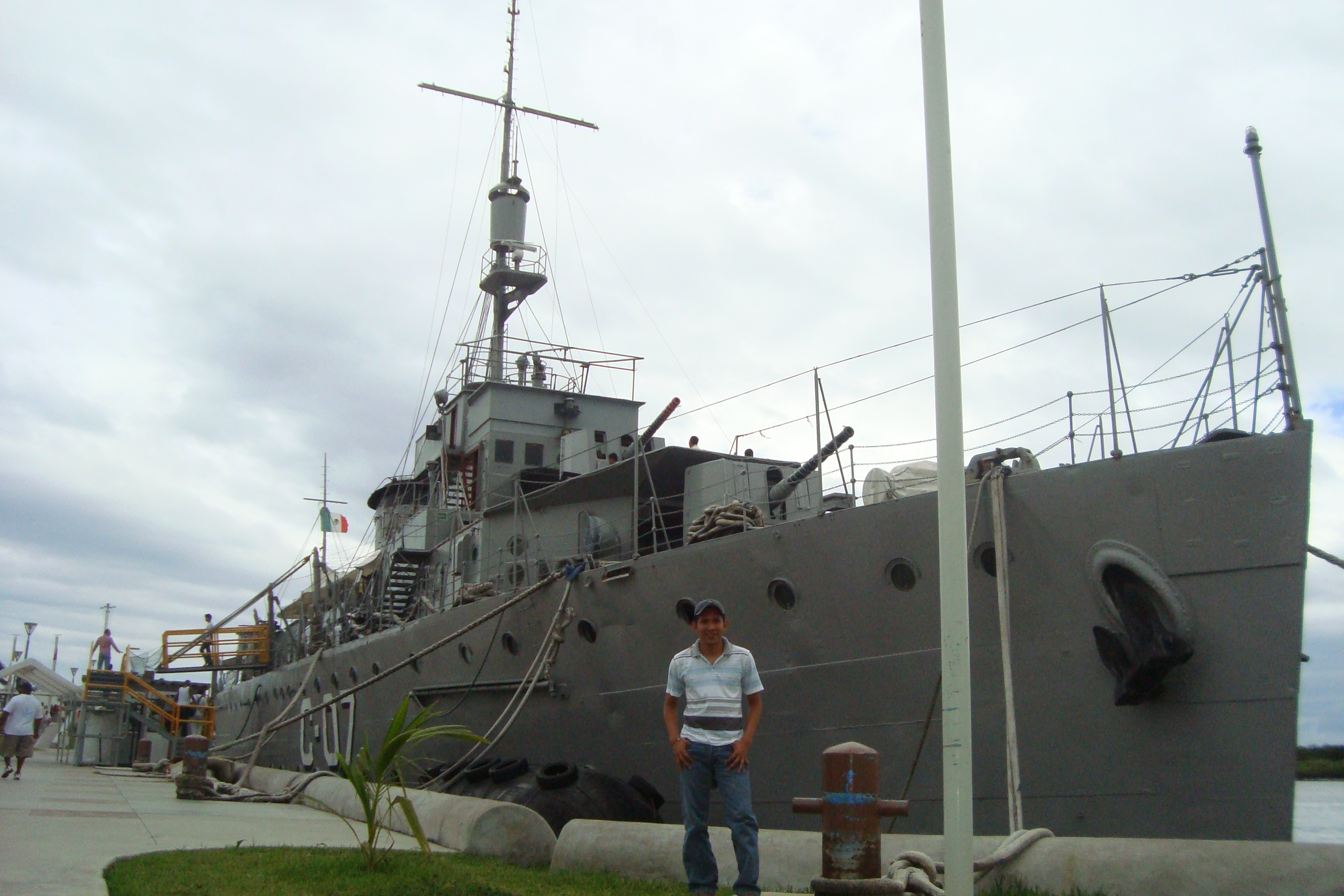
„Guanajuato” jako okręt-muzeum w 2008 roku

Po II wojnie światowej kanonierki nosiły numery burtowe z literą C, następnie same cyfry (np. „Querétaro” – 43), po czym numery z literą H (np. „Potosi” – H8) i ponownie numery z literą C. Ostatecznie w latach 70. nosiły numery, odpowiednio „Guanajuato”, „Querétaro” i „Potosi”, od C-7 do C-9.
„Potosi” i „Querétaro” wycofano ze służby w 1975 roku. „Guanajuato” natomiast został przeznaczony do służby w charakterze okrętu szkolnego i wyposażony w brytyjskie radary Kelvin Hughes Type 17 (dozoru nawodnego) i Type 14 (nawigacyjny). W lipcu 2001 roku został wycofany ze służby i przekształcony w okręt-muzeum w Boca del Río koło Veracruz. Z powodu problemów finansowych, od 2017 roku stan okrętu pogarszał się i nie był on właściwie konserwowany, a po wybuchu epidemii Covid-19 w 2020 roku ruch turystyczny ustał i zaniedbany okręt w grudniu 2022 roku został złomowany.